# The Party's Over (Talk Talk)
The Party's Over (conosciuto negli Stati Uniti come Talk Talk) è il titolo dell'album di debutto del gruppo musicale britannico Talk Talk.

## L'album
Di genere New romantic, è stato realizzato sotto l'etichetta EMI nel 1982. Il produttore è Colin Thurston, che in precedenza aveva prodotto David Bowie e i primi due album dei Duran Duran.

## Singoli estratti
Nel Regno Unito, il singolo Today estratto dall'album ha raggiunto la top20 della classifica dei singoli e la versione remix della canzone Talk Talk ha raggiunto la vetta della classifica sudafricana nel 1983. Comunque, l'album ha riscosso poco successo negli Stati Uniti raggiungendo appena lo posizione numero 132 nella classifica Billboard mentre il singolo Talk Talk ha raggiunto la posizione 75.

## Tracce
1. Talk Talk (Hollis/Hollis) – 3:23
2. It's So Serious (Brenner/Harris/Hollis/Webb) – 3:21
3. Today (Brenner/Harris/Hollis/Webb) – 3:30
4. The Party's Over (Brenner/Harris/Hollis/Webb) – 6:12
5. Hate (Brenner/Harris/Hollis/Webb) – 3:58
6. Have You Heard the News? (Hollis) – 5:07
7. Mirror Man (Hollis) – 3:21
8. Another Word (Webb) – 3:14
9. Candy (Hollis) – 4:41

## Formazione
- Lee Harris - batteria
- Mark Hollis - voce
- Mike Robinson - mixing
- Paul Webb - basso
- Simon Brenner - tastiere